# Christian Monzon
Christian Monzon (New York, 23 maggio 1978) è un modello statunitense, è apparso in campagne pubblicitarie per Skechers, Abercrombie & Fitch, Perry Ellis, Sean John, Phat Farm, Versace, H&M, Exte, Banana Republic, GAP e Dolce & Gabbana..
Compare anche nel video musicale della canzone di Mariah Carey Don't Forget About Us.

## Filmografia parziale

### Telesivione
- Law & Order - Unità vittime speciali (Law & Order: Special Victims Unit) - serie TV, episodio 4x12 (2003)
- CSI: Miami - serie TV, episodio 3x22 (2005)
- The Closer - serie TV, episodio 1x04 (2005)
- Crossing Jordan - serie TV, episodio 5x13 (2006)
- CSI: NY - serie TV, episodio 3x08 (2006)
- Hot Hot Los Angeles - serie TV, 13 episodi (2008)
- Dollhouse - serie TV, episodio 2x13 (2010)
- Shameless - serie TV, episodi 2x01-2x02 (2012)
- Code Black - serie TV, episodio 3x09 (2018)

## Doppiatori italiani
Nelle versioni in italiano delle opere in cui ha recitato, Christian Monzon è stato doppiato da:
- Marco De Risi in The Closer
- Roberto Certomà in CSI: NY
- Emiliano Coltorti in Code Black